# Pierre Tajan
Pierre Tajan, né le 27 septembre 1928 à Toulouse (Haute-Garonne) et mort le 20 mars 1984 à Fabas (Tarn-et-Garonne), est un homme politique français.

## Détail des fonctions et des mandats
Mandats locaux
- 1953 - 1959 : Maire de Fabas
- 1959 - 1965 : Maire de Fabas
- 1965 - 1971 : Maire de Fabas
- 1971 - 1977 : Maire de Fabas

Mandats parlementaires
- 28 septembre 1975 - 25 septembre 1977 : Sénateur de Tarn-et-Garonne
- 25 septembre 1977 - 20 mars 1984 : Sénateur de Tarn-et-Garonne